# Babasónicos
Babasónicos est un groupe de rock argentin, originaire de Buenos Aires. Formé en 1991, le groupe fait partie du mouvement « nouveau rock argentin », qui comprend des groupes comme Juana la Loca, El Otro Yo, Peligrosos Gorriones et Los Brujos. Leur nom est un jeu de mots entre le gourou indien Sathya Sai Baba et de la série d'animation Los Supersónicos.

## Biographie

### Débuts (1991-1993)
Le leader Adrián « Dárgelos » Rodríguez et le claviériste Diego « Uma-T » Tuñón voulaient créer un son qui ne suivait pas les paramètres de la scène musicale argentine déjà établie. Adrián et Diego sont rejoints par le frère de Dárgelos, Diego « Uma » Rodríguez (guitariste et chant), Diego « Panza » Castellano (batteur), Mariano « Roger » Domínguez (guitariste) et Gabriel « Gabo » Mannelli (bassiste).
Après avoir quitté le mouvement « nouveau rock argentin » de la fin des années 1980 et du début des années 1990, Babasónicos devient le groupe phare du mouvement du « rock sonique ». Le premier album de Babasónicos, Pasto, comprend le morceau à succès D-Generación, qui fait participer Gustavo Cerati et Daniel Melero. En 1992, ils jouent en soutien à Soda Stereo.

### DeTrance ZombaàMiami(1994-1999)
En 1994, ils jouent avec INXS au stade Vélez Sarsfield. Cette même année, ils sortent leur deuxième album, Trance Zomba, dans auquel ils font participer DJ Peggyn, qui deviendra membre du groupe jusqu'en 1999. Babasónicos devient le premier groupe dans l'histoire du rock argentin à incorporer un DJ. De ce fait, dans Trance Zomba le style musical prend une autre tournure, mêlant hip-hop, funk et punk hardcore, à des sonorités psychédéliques. Ils jouent à l'Estadio Obras Sanitarias en août 1995 accompagnant Los Brujos et Peligrosos Gorriones.
L'album est suivi par Dopádromo, un album encore plus expérimental, également publié chez Sony Music, et qui compte douze morceaux de rythmes variés. Grâce à cet album, le groupe commence à tourner aux États-Unis et en Amérique latine. Plus tard, l'album Babasónica lance le single Egocripta. L'album est enregistré à New York et est mis en évidence par les thèmes sombres dans leurs paroles et la musique à mi-chemin entre le heavy metal, le hard rock et le folk psychédélique. Cependant, la plupart des chansons de Babasónica ont une structure conventionnelle (strophe, chevalet et chœurs). La présentation s'effectue en décembre au Teatro Broadway. En 1998, un nouveau single, Desfachatados, est inclus sur une compilation en hommages aux réfugiés du Kosovo. Toujours la même année, le groupe collabore avec Ian Brown, du groupe The Stone Roses, sur la chanson homonyme, de son album Golden Greats (1999). Cette même année, Babasónicos apparaît avec Daniel Melero, Victoria Abril, Spleen, San Martín Vampire, Femirama et Baccarat aux Sesiones Malditas, en vivo en la radio, un album live enregistré dans les anciens studios de radio Rock & Pop le 19 octobre, édité en décembre 1998, et distribué par Les Inrocks en juillet 1999.
En 1998, le groupe est invité par U2 en concert à l'Estadio Antonio Vespucio Liberti, jouant son album Miami.

### Jessico(2000-2002)
Après Miami, le groupe met un terme à sa relation avec le label Sony Music, et publie une série d'albums à travers son propre label, Bultaco Records. Babasónicos lance Vórtice Marxista (composé des faces B de ses trois premiers albums), Vórtice (faces B de Babasónica), Babasónica electrónica (remixes de morceaux de Babasónica faits par eux et par d'autres artistes) et Groncho (faces B de Miami). Pour leur nouvel album, ils s'associent à Pop Art Music.
Avec l'album Jessico, Babasónicos est plus proche du style pop rock. Il est nommé « premier grand album argentin de la décennie » par Página/12, Rolling Stone et par Inrockuptibles Argentina. Jessico comprend plusieurs chansons diffusées en rotation à la radio et à la télévision telles que El Loco, Los Calientes, Deléctrico et Fizz.

### Période post-Jessico(2003-2007)

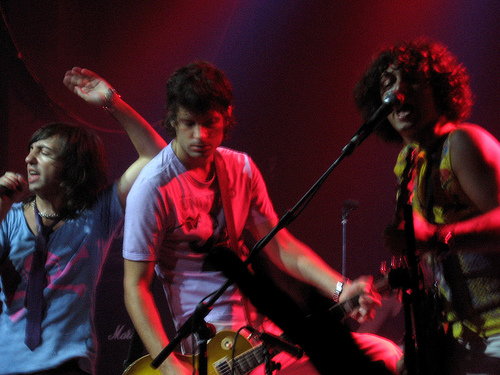
Babasónicos en 2006.

En 2003, le groupe participe au festival Quilmes Rock, au Cosquín Rock et au San Pedro Rock. Vers la fin de l'année, ils sortent l'album Infame, qui confirme le style adopté par le groupe depuis Jessico, et sa place parmi les groupes les plus populaires en Argentine. Il comprend de morceaux diffusés sur les radios tels que Irresponsable, ¿Y qué? et Putita. L'année suivante, l'album est publié dans 16 pays, et Babasónicos gagne six fois le premios Gardel.
Le double-album Mezclas Infame sort en septembre 2005 et comprend un disque avec morceaux originaux, et un autre disque avec remixes.
Puis sort en octobre 2005 Anoche.

### Mort de Gabo et autres albums (depuis 2008)
Le 12 janvier 2008, le bassiste du groupe, Gabriel Manelli, succombe à la maladie de Hodgkin, qu'il combattait depuis un certain temps. Carlos Hernán Carcacha, musicien invité et presque permanent depuis le premier album, rejoint le groupe et prend sa place lors des tournées.
En 2015, le groupe est de nouveau récompensé du Konex (Konex de Platino) dans la catégorie du « meilleur groupe pop de la décennie. » En début de mai de la même année, un EP intitulé Shambala est publié ; il est enregistré sous le label Bultaco Records lors d'une session en direct menée par Phil Brown en 2012.

## Membres

### Membres actuels
- Adrián « Dárgelos » Rodríguez - chant (depuis 1991)
- Diego « Uma » Rodríguez - guitare, chœurs, percussions (depuis 1991)
- Diego « Uma-T » Tuñón - claviers (depuis 1991)
- Diego « Panza » Castellanos - batterie (depuis 1991)
- Mariano « Roger » Domínguez - guitare, chant (depuis 1991)

### Anciens membres
- Gabriel « Gabo » Manelli - batterie (1991-†2008)
- Walter « DJ Peggyn » Kebleris - DJing (1994-1999)

## Discographie

### Compilations
- Lusónica (2002)
- Obras cumbres (2002)
- Grandes éxitos (2008)

### Outtakes (enregistrement abandonnés)
Dans l'enregistrement de chaque album, il existe un ensemble de chansons supprimées de la version finale de l'album, appelées outtakes en anglais ou (à tort) Face B. Babasónicos a l'habitude de les éditer et de les distribuer autrement que pour leurs albums principaux. Voici la liste des albums de chansons mis au rebut associés aux albums auxquels ils appartiennent:
| Album (année)                                     | Album de outtakes (année) |
| ------------------------------------------------- | ------------------------- |
| Pasto (1992) Trance Zomba (1994) Dopádromo (1996) | Vórtice marxista (1998)   |
| Babasónica (1997)                                 | Vedette (2000)            |
| Miami (1999)                                      | Groncho (2000)            |
| Jessico (2001)                                    | Carolo (2012)             |
| Infame (2003)                                     | Inflame (2016)            |
| Mucho (2008)                                      | Mucho + (2009)            |

### EP
- Deléctrico (2002)
- Babasónicos vs. el público (2013)
- Shambala (2015)
- BBS Vol. 1 (2017)

### Albums de remix
- Babasónica Electrónica (2000)
- Jessico Dancemix (2002)
- Jessico Megamix (2002)
- Mezclas Infame (2005)

### DVD
- Luces (2007)
- Impuesto de fe (2016)
- Repuesto de fe (2017)